# 中央尖山
中央尖山（ちゅうおうせんざん）は、台湾の台中市和平区と花蓮県秀林郷の境界に位置する標高3,703mの山。太魯閣国家公園に属する。

## 概要
中央山脈の第4の高峰で、台湾百岳では10位、また「三尖」の一つでもある。尖ったピラミッドのような姿は、「中央山脈の金字塔」と言われ、「寶島第一尖」とも称される。
太魯閣戦争前の1913年に野呂寧が戦争の準備のために太魯閣方面の測量を行い、南湖大山の南にある峰に「中央尖山」と名付けた。中央山脈に聳え立つ尖った山という意味である。
中央尖山西峰から中央尖山の間は風化が進んだ稜線で、断崖絶壁の難所であることから、「死亡稜線」と呼ばれている。